# De Ceuvel

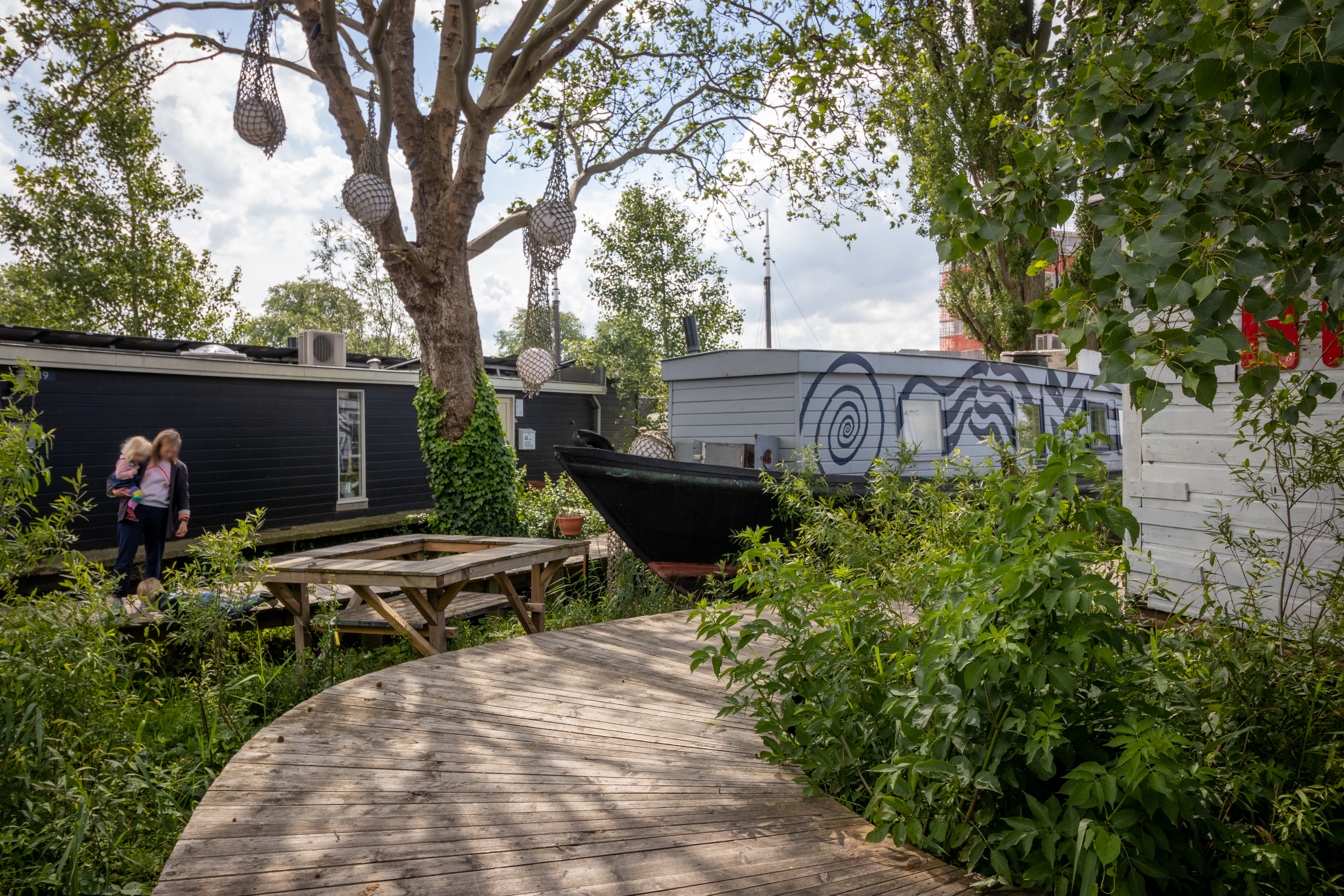
Hausboote und Steg in De Ceuvel

De Ceuvel ist ein Projektgebiet auf dem Gelände einer früheren Schiffswerft in Amsterdam-Noord. Am vom ehemaligen Meeresarm IJ abzweigenden Van-Hasselt-Kanal wurden, auf mit industriellen Altlasten kontaminiertem Boden, Hausboote auf Sockeln platziert, in denen seit 2014 Büros, Ateliers und Werkstätten für Unternehmen und Initiativen untergekommen sind. Diese gehören der Kultur- und Kreativwirtschaft sowie der Umwelttechnik mit dem Schwerpunkt Nachhaltigkeit an. Zugleich wird mittels Phytosanierung die Reduzierung der Schadstoffe in den belasteten Böden am Standort selbst betrieben.

## Geschichte

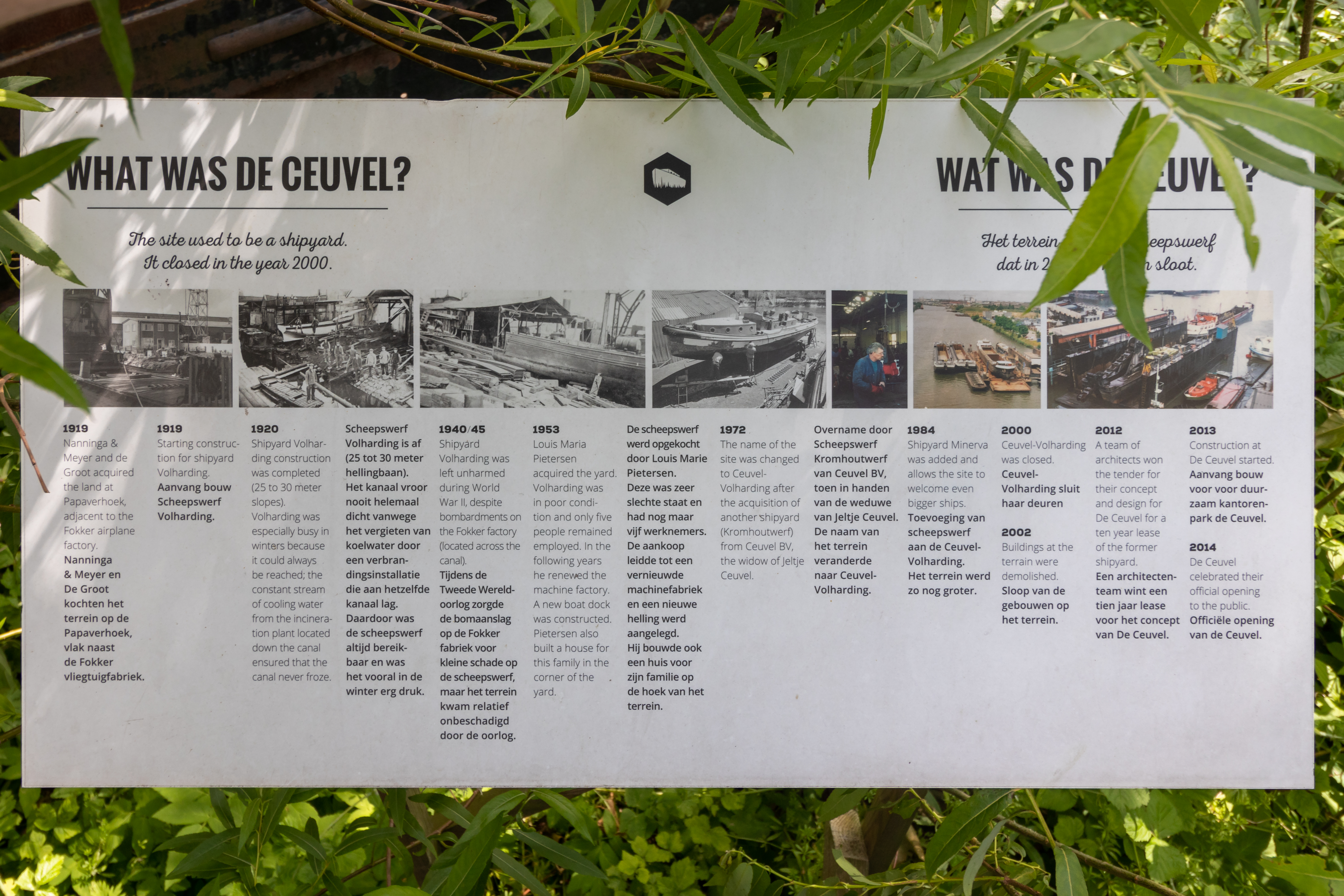
Zeitleiste mit Bildern auf einem Informationsschild im Gelände

Im Jahr 1919 wurde auf dem Ufergelände in der Nähe der Fokker-Werke eine Schiffswerft erbaut. Auch aufgrund der im Winter eisfreien Gewässer an der Werft florierte diese ab den 1920er Jahren. Im Zweiten Weltkrieg wurde sie nur leicht durch Bombenabwürfe auf die nahe Fokker-Fabrik beschädigt. In den 1950er Jahren wurde sie, wirtschaftlich angeschlagen und in schlechtem Zustand, von Louis Marie Pieterson gekauft. Dieser investierte in einen neuen Maschinenraum sowie eine neue Anlegestelle und errichtete zudem sein Privathaus auf dem Werftgelände. Anfang der 1970er Jahre kaufte das Unternehmen Ceuvel die Anlage, die in den Folgejahren mehrfach ausgebaut und vergrößert wurde. Dennoch erfolgte im Jahr 2000 die Schließung der Werft, die gemessen an den Wettbewerbern zu klein und zudem von Plänen zum Bau einer Brücke bedroht war, die den Zugang für Schiffe eingeschränkt hätte. Im Jahr 2002 erfolgte der Abriss der Werftgebäude.
2012 gewann ein Architektenteam eine zehnjährige Nutzungsüberlassung für ihr Konzept eines nachhaltigen Büroparks De Ceuvel. Ab 2013 wurden Hausboote angeliefert, aus dem Wasser gehoben und an Land positioniert. Im Jahr 2014 erfolgte die Eröffnung des Geländes.

## Anlage

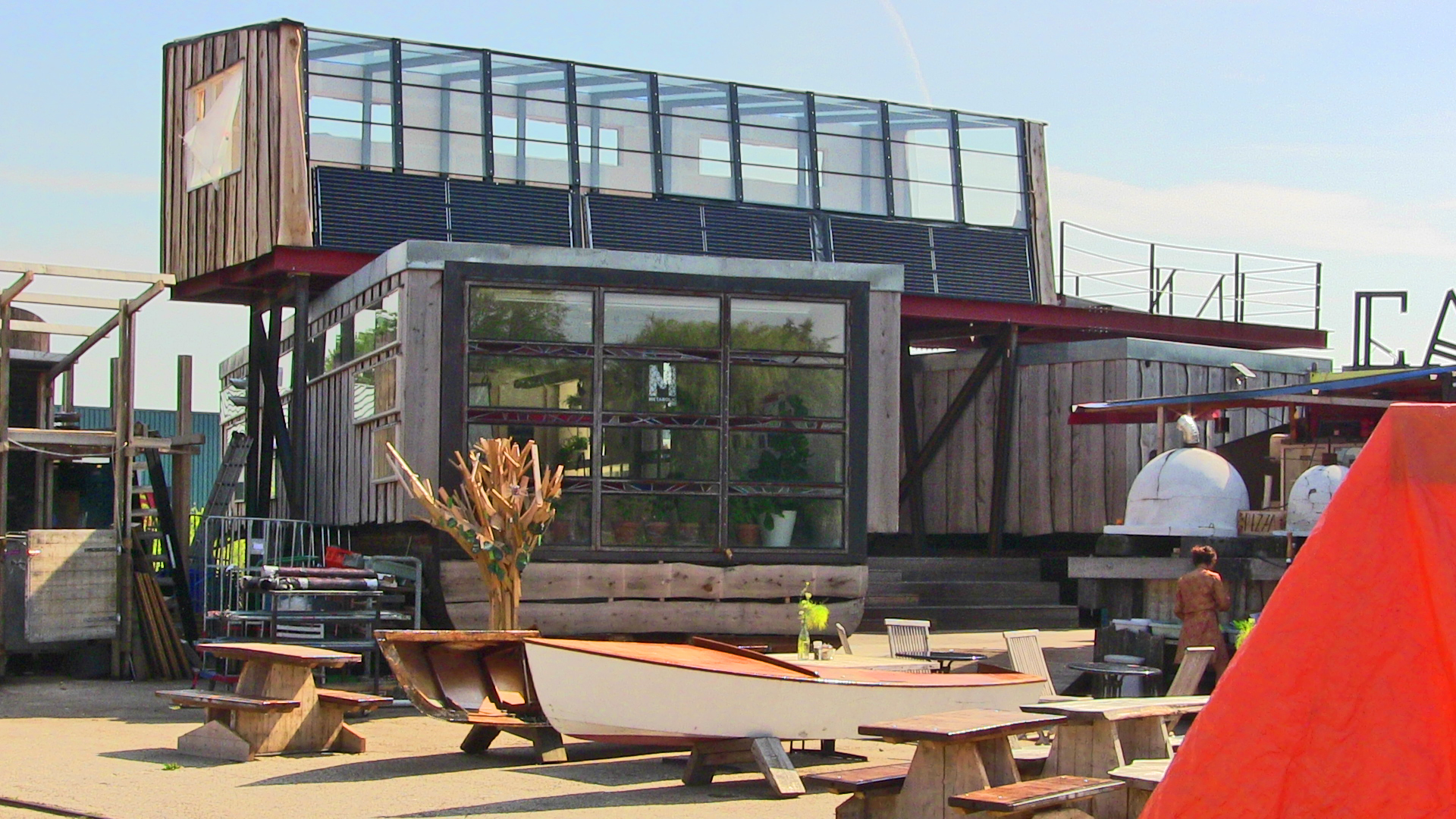
Umgebaute Hausboote in De Ceuvel

De Ceuvel ist ein 1250 m² großes, am Van-Hasselt-Kanal gelegenes Gelände. Darauf wurden 15 ehemalige Hausboote platziert, die auf Sockeln jeweils 90 cm über den kontaminierten Böden stehen. Aufgrund der Bodenverseuchung konnte nicht tiefer als 50 cm für Fundamente oder Versorgungsleitungen gegraben werden, weshalb diese im Oberflächenbereich verlaufen.
Die Boote wurden zu Büros, Ateliers und Arbeitsräumen umgebaut. Dabei setzten die Architekten, Landschaftsplaner und Experten für Nachhaltigkeit auf preiswerte Lösungen zum Umgang mit der besonderen Ausgangslage: Solarheizungen, -klimaanlagen oder Komposttoiletten kamen zum Einsatz, ebenso wie die Filterung und Nutzung von Regenwasser sowie eine pflanzenbasierte Abwasserreinigung. Nach Angaben der Betreiber liege der Wasserverbrauch um 75 % niedriger als bei einer konventionellen Gewerbefläche dieser Größe.

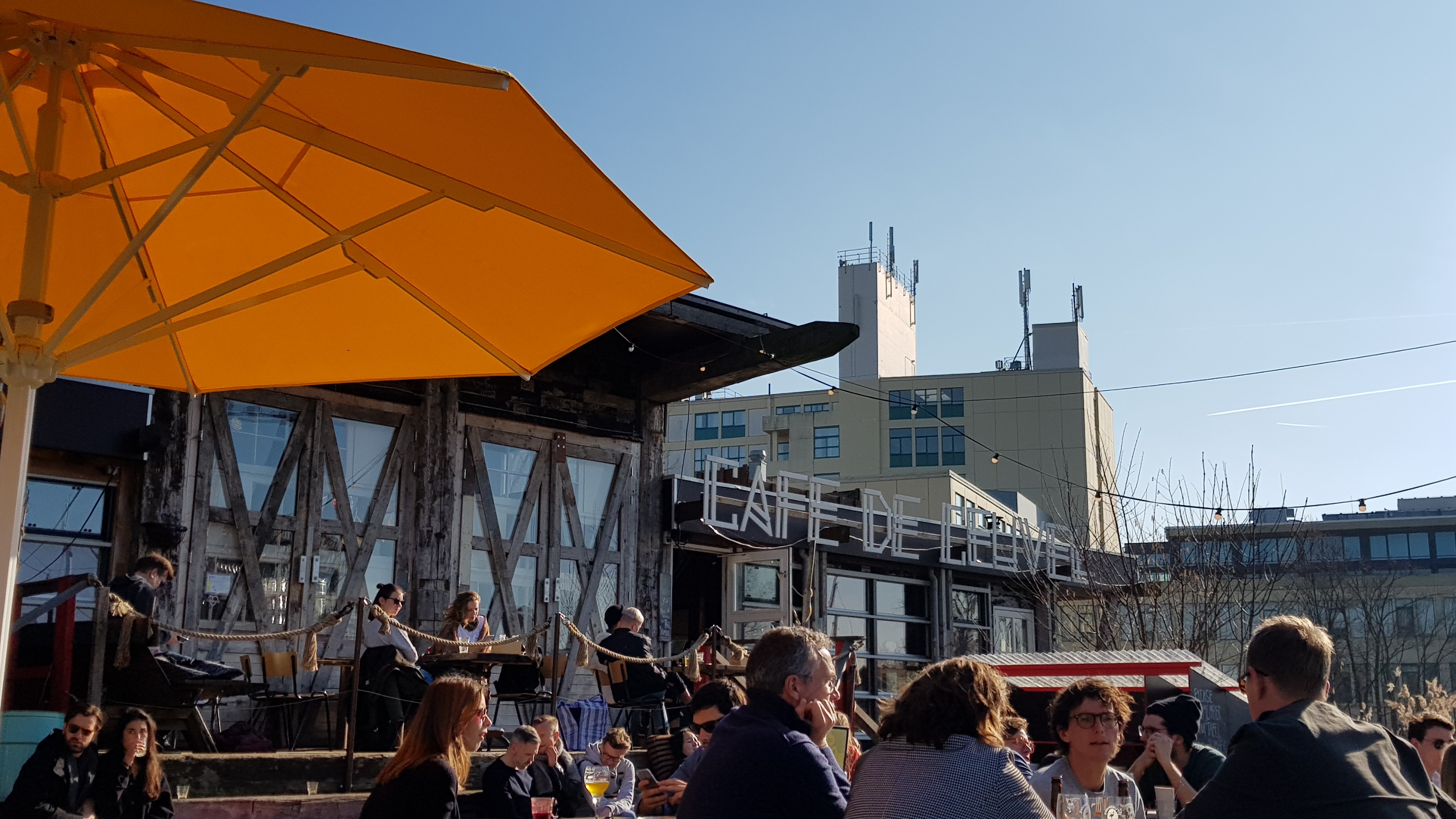
Café De Ceuvel

Pflanzen werden auch zur Entgiftung des belasteten Untergrundes eingesetzt. Als Hyperakkumulatoren gezielt ausgebracht, entziehen sie dem Boden giftige Metalle. Dafür müssen sie allerdings einmal jährlich abgeerntet, entsorgt und neu angebaut werden.
Die einzelnen Hausboote sind durch einen geschwungenen, geplankten Holzsteg miteinander verbunden. Im Zentrum des Areals befinden sich ein Café mit Außengastronomie sowie ein Bed & Breakfast.
Die Verwendung  des Geländes und der Verbleib des Projektes nach der zehnjährigen Zwischennutzung sind noch offen.

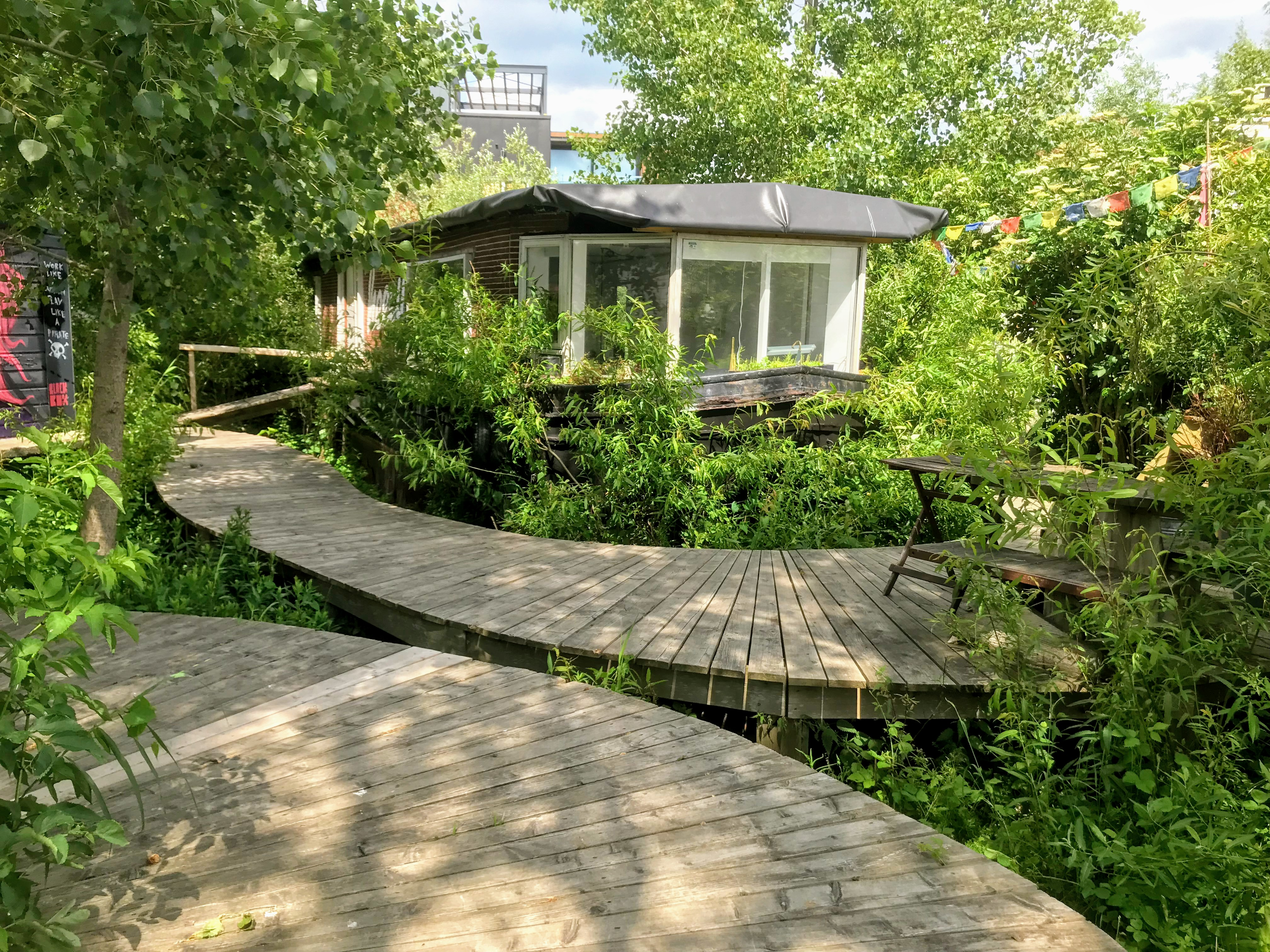
Verbindung mit Steg